# Nikon D7000
 Nikon D7000  là mẫu máy ảnh phản xạ ống kính đơn kỹ thuật số (DSLR) 16.2 megapixel được Nikon công bố vào ngày 15 tháng 9 năm 2010. Tại thời điểm công bố, nó là đàn em thay thế cho các dòng D300 / D300s & D90 đã lỗi thời. D7000 cung cấp nhiều tính năng theo phong cách chuyên nghiệp so với D90, như toàn bộ vỏ máy được làm bằng hợp kim magnesi, weather and moisture sealing, máy đo màu phơi sáng 2.016 phân đoạn, tích hợp tính năng phơi sáng theo khoảng thời gian, 39 điểm thay vì 11 điểm lấy nét, khe cắm thẻ SD kép, virtual horizon (trong chế độ xem trực tiếp và kính ngắm) và khả năng tương thích với các ống kính Nikon F-mount AI và AI-S lấy nét thủ công cũng như ống kính tilt-shift PC-E. Các tính năng được tích hợp khác là bộ điều khiển flash không dây, hai chế độ tùy biến người dùng, quay video full HD với tự động lấy nét và âm thanh đơn sắc (Có hỗ trợ micro stereo ngoài), tự động điều chỉnh quang sai màu, hỗ trợ GPS và WLAN.
Năm 2011, D7000 đã nhận được bốn giải thưởng danh giá, Red Dot product design, hạng mục "Best DSLR Advanced" của Hiệp hội nhiếp ảnh báo chí TIPA, “Best Product 2011 - 2012" của Hiệp hội âm thanh và hình ảnh châu Âu EISA và Giải thưởng dành do độc giả bình chọn của CameraGP Nhật Bản năm 2011.
D7000 đã được kế nhiệm bởi D7100, được công bố vào ngày 20 tháng 2 năm 2013. Tuy nhiên, Nikon vẫn giữ D7000 trong dòng sản phẩm của mình thêm ít nhất vài tháng.

## Danh sách tính năng
- Sony IMX071 [13] Cảm biến CMOS 16.2 megapixel, Nikon DX format với kích thước điểm ảnh là 4.78 µm.
- Vi xử lý hình ảnh / video Nikon EXPEED 2.
- Chế độ quay phim Full HD 1080p (ở 24 khung hình/s) với khả năng lấy nét tự động khi quay phim, âm thanh đơn sắc và hỗ trợ mic ngoài âm thanh nổi. (30 khung hình/giây hoặc 25 khung hình/s hoặc 24 khung hình/s khi quay ở chất lượng 720p)
- Tự động điều chỉnh quang sai màu bên cho JPEG. Dữ liệu hiệu chỉnh được lưu trữ bổ sung trong các tệp RAW và có thể được sử dụng bởi Nikon Capture NX, View NX và một số công cụ RAW khác.
- Tăng cường xử lý RAW tích hợp với menu Retouch mở rộng để xử lý ảnh mà không cần sử dụng máy tính.
- Active D-Lighting và Active D-Lighting có sẵn; D-Lighting cũng có thể được áp dụng cho JPEG bằng tính năng Chỉnh sửa hình ảnh trong chế độ Phát lại; Phần mềm Nikon Capture NX và View bao gồm các công cụ để áp dụng D-Lighting cho ảnh định dạng NEF.
- Hai chế độ tùy biến cho người dùng
- Nhiều tùy chọn WB bao gồm WB có sẵn và hai chế độ cân bằng trắng tự động, một trong số đó duy trì màu sắc ánh sáng ấm áp
- Màn hình TFT - LCD 3 inch độ phân giải 921.000 điểm ảnh (640x480 VGA) và góc nhìn cực rộng 170 độ với màn hình kính cường lực
- Chế độ chụp LiveView (được kích hoạt bằng cần gạt chuyên dụng)
- Máy đo khoảng thời gian chụp ảnh time-lapse
- Tốc độ chụp liên tục lên tới 6 khung hình mỗi giây cho 100 khung hình JPEG (nhưng không nhất thiết phải ở cùng một tốc độ khung hình).[14]
- Dung lượng bộ nhớ đệm: Khác nhau với định dạng hình ảnh, 10 dung lượng hình ảnh ở định dạng 14 bit NEF (RAW) không nén (Định dạng có sẵn độ phân giải cao nhất) và có thể lưu trữ tới 100 với JPEG.[15]
- Đo sáng RGB Color Matrix 3D II  2.016 pixel với Hệ thống nhận dạng cảnh.
- Mô-đun cảm biến lấy nét tự động Multi-CAM 4800DX 3D Tracking với 39 điểm, bao gồm 9 điểm cross-type.
- Các tùy chọn lấy nét tự động như: Nhận diện khuôn mặt, Khu vực rộng, Khu vực thường và Theo dõi vật thể trong chế độ LiveView.
- Độ nhạy ISO 100 đến 6400 (tối đa lên đến 25600 khi tăng tốc).
- Giá đỡ
- Khe cắm thẻ nhớ SD kép có hỗ trợ thẻ SDXC, bus UHS-I và WLAN Eye-Fi
- Thân máy chống chịu được thời tiết xấu, có tấm trên và mặt sau bằng hợp kim Magnesi.
- Tích hợp hệ thống làm sạch cảm biến
- Hỗ trợ kết nối GPS.
- Các định dạng tệp: JPEG, NEF (RAW của Nikon, cũng được nén lossless 12/14-bit), MOV (H.264, PCM).
- Pin Lithium-ion EN-EL15, Tuổi thọ pin (ảnh mỗi lần sạc) xấp xỉ: 1.050 bức ảnh (CIPA).
- Khả năng tương thích với ống kính: Nikkor F Mount, AF-S, AF-I, AF-D, Nikkor AI / AIS tùy chỉnh (đo sáng sử dụng khớp nối tích hợp trên D7000)

### Phụ kiện tùy chọn
Nikon D7000 có hàng tá phụ kiện khả dụng như:
- Máy phát không dây Nikon WT-4A cho mạng WLAN. Giải pháp của bên thứ ba có sẵn.
- Điều khiển từ xa của Nikon ML-L3 Wireless (Hồng ngoại) hoặc các giải pháp của bên thứ ba.
- Nikon GP-1 GPS Unit for trực tiếp GPS geotagging. Các giải pháp của bên thứ ba một phần với la bàn 3 trục, bộ ghi dữ liệu, bluetooth và bộ hỗ trợ sử dụng trong nhà có sẵn từ Solmeta,[17] Dawn,[18] Easytag,  Foolography,[19] Gisteq  và Phottix.  Xem so sánh / đánh giá.
- Máy kẹp pin đa năng của MB MB-D11 hoặc các giải pháp của bên thứ ba.[20]
- Ốp lưng mềm CF-DC3 của Nikon.
- Đèn flash Nikon hoặc đèn flash của bên thứ ba.[21] Cũng hoạt động trên hệ thống Nikon Creative Lighting wireless.

Các bộ kích hoạt điều khiển flash (không dây) của bên thứ ba  hỗ trợ một phần cho i-TTL, nhưng không hỗ trợ hệ thống Nikon Creative Lighting (CLS) của Nikon. Xem đánh giá.
- Chụp liên kết với Nikon Camera Control Pro 2,[27] Adobe Lightroom 3 [28] hoặc các sản phẩm miễn phí một phần khác bao gồm các ứng dụng.[29][30][31]
- Các phụ kiện khác của Nikon và của các bên thứ ba, bao gồm vỏ và túi bảo vệ, bộ điều hợp thị kính, ống kính hiệu chỉnh và vỏ dưới nước.

## Tiếp nhận

### Nhận xét
Kể từ khi phát hành, D7000 đã nhận được nhiều đánh giá tích cực, với một số ý kiến cho rằng D7000 là sự thay thế khả thi cho D300S đắt tiền hơn và có những cải tiến lớn hơn so với D90. Digital Photography Review đã trao cho chiếc máy ảnh này điểm tổng thể là 80/100, đánh giá cao bộ tính năng và chất lượng hình ảnh của nó.  D7000 đã nhận được bốn trên năm sao và giải thưởng sự lựa chọn của Biên tập viên trong bài đánh giá của CNET.
DxO Labs đã trao cho bộ cảm biến của camera số điểm tổng thể là 80, cao hơn nhiều so với các đối thủ đắt tiền khác. Điểm trừ chung theo những người đánh giá nhận xét là bộ đệm nhỏ giới hạn số lượng ảnh chụp ở chế độ chụp đặc biệt là khi chụp RAW.
Có những hình ảnh so sánh với nhiều máy ảnh ở mọi tốc độ ISO ở JPEG  và RAW.

### Đo sáng Matrix II và Nhận diện khuôn mặt
Đo sáng 3D Color Matrix II có xu hướng phơi sáng quá mức các phần nhỏ của hình ảnh (ví dụ: bầu trời hoặc đèn nền sáng) nếu máy phát hiện các khuôn mặt gần trung tâm hình ảnh tối hơn (ví dụ như trong bóng tối) so với các phần nhỏ này. Tính năng này đôi khi gây bất ngờ do nhận dạng cảnh đáng tin cậy và nhận diện khuôn mặt (bao gồm cả nhìn bên cạnh khuôn mặt) của cảm biến độ phân giải cao mới, ngay cả khi chỉ có người lạ (trong bóng tối) gần trung tâm hình ảnh.
Nếu không muốn, đo sáng có thể được thay đổi bằng bù phơi sáng, đo sáng hai điểm (trung bình), đo sáng trên đèn sáng hoặc sử dụng đo sáng trung tâm hoặc đo sáng điểm, fill flash hoặc hình ảnh RAW. Tăng dải tần nhạy sáng bằng cách sử dụng Active D-Lighting hoặc giảm cài đặt độ tương phản (độ tương phản mặc định cao hơn so với các máy ảnh DSLR trước đây của Nikon) hỗ trợ khi chụp JPEG. Sau khi chụp, độ tương phản và độ sáng có thể dễ dàng thay đổi trong máy ảnh.

### Phản hồi của người dùng
D7000 được người tiêu dùng Nikon mong đợi rất nhiều. Sự cường điệu xung quanh bản phát hành của nó làm cho nó rất khó tìm thấy trong những tháng đầu tiên trên thị trường. Nguồn cung của máy ảnh này cũng bị hạn chế sau khi một số cơ sở sản xuất của Nikon tại Thái Lan bị phá hủy do trận lụt vào tháng 10 năm 2011  Nhiều người dùng đã phàn nàn về các vấn đề lấy nét ngược trên D7000, cũng như các đốm bụi và dầu trên các mẫu sản xuất sớm.

### Phần mềm hack
Một số bản hack đã được Simon Pilgrim công bố trên diễn đàn internet của Nikon Hacker và Vitaliy Kiselev trên trang web cá nhân của mình. Nikon Hacker có một số người làm việc trên các bản hack. Các bản hack được xuất bản, trong số ít những thứ khác, bao gồm loại bỏ giới hạn thời gian quay video, làm sạch HDMI và LCD trên LiveView, vô hiệu hóa tự động loại bỏ hot-pixel (còn được gọi là Nikon Star Eater) và tốc độ dữ liệu cao hơn để quay video. Một số bản hack khác đang được phát triển nhưng chưa được công bố.

Tháng 6 năm 2013 Simon Pilgrim đã có thể kích hoạt quay video RAW nhưng tốc độ khung hình (khoảng 1,5 khung hình mỗi giây) không đủ cao để hữu ích. Bản hack chưa được công bố. 

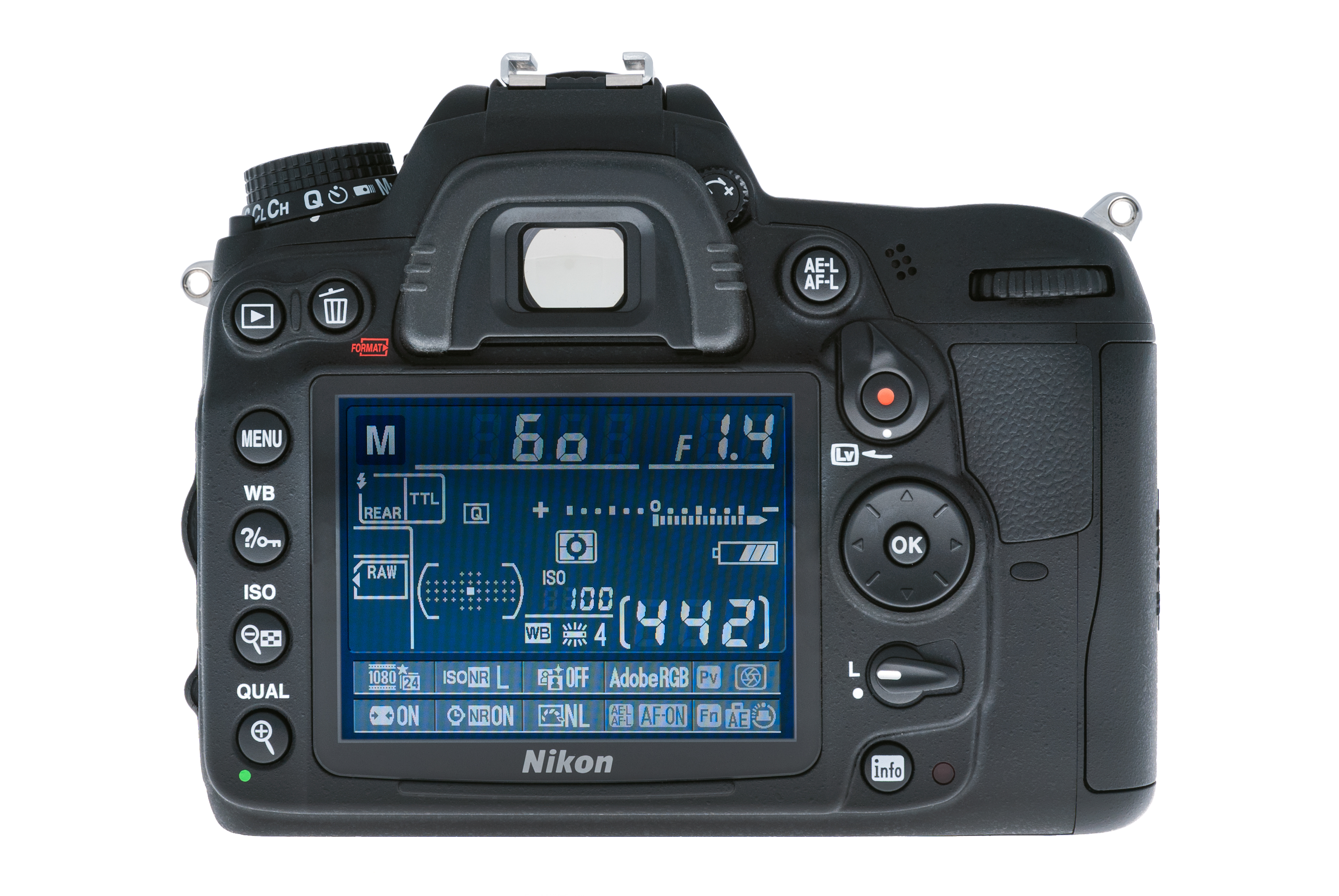
Rear
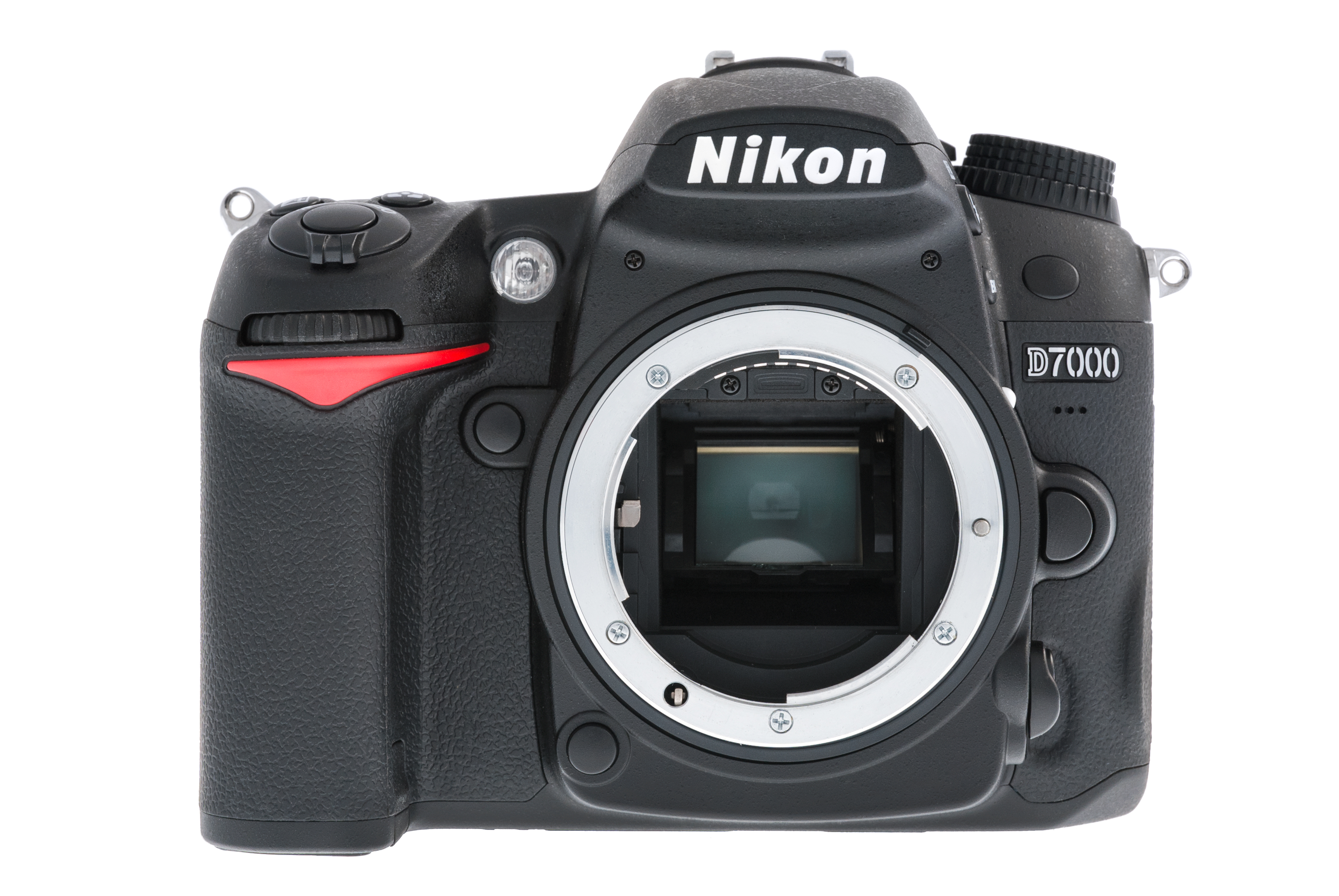
Open showing F-Mount
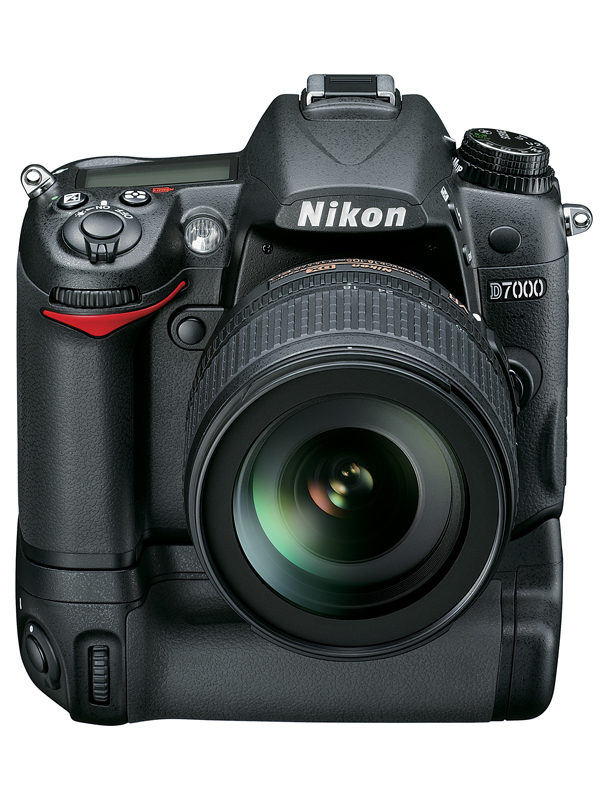
Mounted with MB-D11 Battery grip
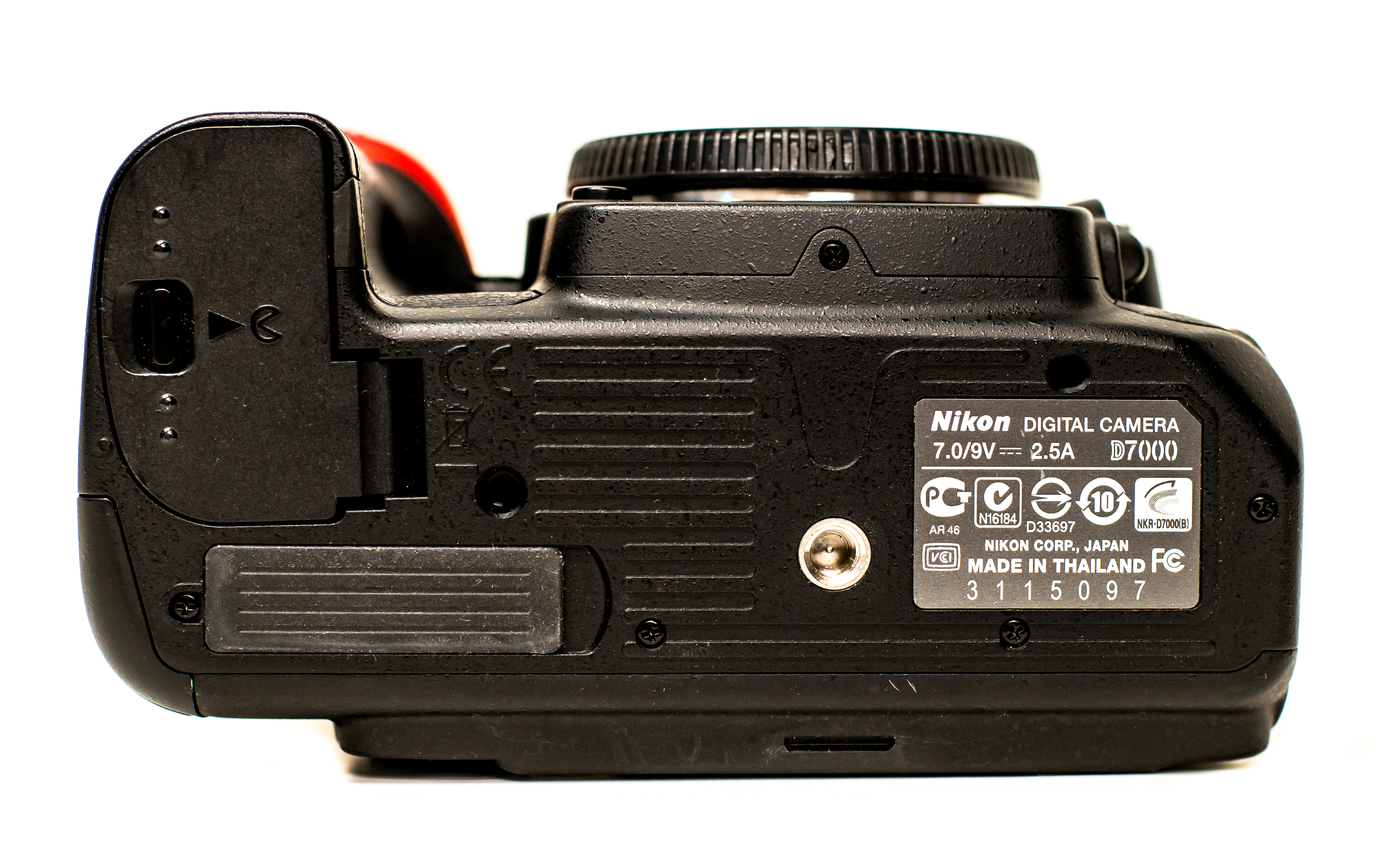
Nikon D7000 Digital Camera - bottom view